# The Hits: Chapter One
Greatest Hits - Chapter One – album kompilacyjny amerykańskiej grupy Backstreet Boys wydany 20 października 2001 roku. Album zawiera największe przeboje zespołu, wraz z premierowym nagraniem "Drowning". Sprzedał się w nakładzie ponad 6 milionów egzemplarzy.

## Lista utworów
1. "I Want It That Way"
2. "Everybody (Backstreet's Back)"
3. "As Long As You Love Me"
4. "Show Me The Meaning Of Being Lonley"
5. "Quit Playin' Games (With My Heart)"
6. "We've Got It Goin On"
7. "All I Have To Give"
8. "Larger Than Life"
9. "I'll Never Break Your Heart"
10. "The Call"
11. "Shape Of My Heart"
12. "Get Down (You're The One For Me)"
13. "Anywhere For You"
14. "More Than That"
15. "Drowning"